# Dolo (Frankrijk)
Dolo (Bretons: Doloù) is een plaats en voormalige gemeente in het Franse departement Côtes-d'Armor in de regio Bretagne. De plaats maakt deel uit van het arrondissement Saint-Brieuc.

## Geschiedenis
Dolo is op 1 januari 2016, samen met de gemeente Jugon-les-Lacs, opgegaan in de gemeente Jugon-les-Lacs - Commune nouvelle, die sinds 1 januari 2024 weer de naam Jugon-les-Lacs heeft aangenomen.

## Geografie
De oppervlakte van Dolo bedraagt 12,0 km².
De onderstaande kaart toont de ligging van Dolo (Frankrijk) met de belangrijkste infrastructuur en aangrenzende gemeenten.

## Demografie
Onderstaande figuur toont het verloop van het inwonertal.
Dolo · Jugon · Lescouët-Jugon · Saint-Igneuc